# Ichinomiya (Chiba)
Ichinomiya (jap. 一宮町 Ichinomiya-machi) – miasto w Japonii, na wyspie Honsiu, w prefekturze Chiba. Według danych na rok 2020 miejscowość zamieszkiwało 11 897 mieszkańców , a gęstość zaludnienia wyniosła 517,5 os./km².